# 글리켄하우스 SCG 007 LMH
글리켄하우스 SCG 007 LMH(영어: Glickenhaus SCG 007 LMH)는 미국의 스포츠카 제조업체인 스쿠데리아 카메론 글리켄하우스에서 르망 하이퍼카에 출전하기 위해 제작된 레이싱카이다.

## 개요
2018년 국제 자동차 연맹과 르망 24시 2020년 시즌부터 시행에 앞서 르망 프로토타입 차량을 대체하기 위해 르망 하이퍼카 사양 규정을 승인을 받았다. 2018년 7월에 스쿠데리아 카메론 글리켄하우스는 새로운 카테고리에 제조사에 가입한 최초의 기업이 되었고, 그와 동시에 글리켄하우스 SCG 007 LMH와 같이 경주할 차량을 일반인에게 공개되었다.

## 모터스포츠
| 년도   | 제조 업체                      | 차량     | 선수              | 번호 | 1   | 2   | 3   | 4   | 5   | 6   | 포인트 | 최종 순위 |
| ------ | ------------------------------ | -------- | ----------------- | ---- | --- | --- | --- | --- | --- | --- | ------ | --------- |
| 2021년 | 스쿠데리아 카메론 글라켄하우스 | 하이퍼카 |                   |      | SPA | POR | MON | LMN | BHR | BHR | 37*    | 3위*      |
| 2021년 | 스쿠데리아 카메론 글라켄하우스 | 하이퍼카 | 구스타보 메네제스 | 708  |     |     | Ret |     |     |     | 37*    | 3위*      |
| 2021년 | 스쿠데리아 카메론 글라켄하우스 | 하이퍼카 | 올리버 피아       | 708  |     |     | Ret | 4   |     |     | 37*    | 3위*      |
| 2021년 | 스쿠데리아 카메론 글라켄하우스 | 하이퍼카 | 피포 데라니       | 708  |     |     | Ret | 4   |     |     | 37*    | 3위*      |
| 2021년 | 스쿠데리아 카메론 글라켄하우스 | 하이퍼카 | 프랭크 메일뢰     | 708  |     |     |     | 4   |     |     | 37*    | 3위*      |
| 2021년 | 스쿠데리아 카메론 글라켄하우스 | 하이퍼카 | 프랭크 메일뢰     | 709  |     |     | 4   |     |     |     | 37*    | 3위*      |
| 2021년 | 스쿠데리아 카메론 글라켄하우스 | 하이퍼카 | 리차드 웨스트브룩 | 709  |     | 29  | 4   | 5   |     |     | 37*    | 3위*      |
| 2021년 | 스쿠데리아 카메론 글라켄하우스 | 하이퍼카 | 로맹 뒤마         | 709  |     | 29  | 4   | 5   |     |     | 37*    | 3위*      |
| 2021년 | 스쿠데리아 카메론 글라켄하우스 | 하이퍼카 | 라이언 브리스코   | 709  |     | 29  |     | 5   |     |     | 37*    | 3위*      |

## 비디오 게임에서의 등장
- 아스팔트 9: 레전드